# Моуче, Пабло
Па́бло Никола́с Мо́уче (исп. Pablo Nicolás Mouche; 11 октября 1987, Хенераль-Сан-Мартин, провинция Буэнос-Айрес) — аргентинский футболист, нападающий и крайний атакующий полузащитник «Атланта» (Буэнос-Айрес) и в прошлом — сборной Аргентины.

## Биография
Моуче — выходец из семьи французских эмигрантов, его фамилия по правилам французского языка читается как Муш, и эта форма используется в качестве прозвища футболиста.
Моуче дебютировал в профессиональном футболе на уровне третьего дивизиона чемпионата Аргентины (Примера B Метрополитана) 13 июня 2003 года в составе столичного «Эстудиантеса». В этой команде партнёром по нападению Моуче был его друг Эсекьель Лавесси. В первом сезоне он сыграл в 6 матчах, а в сезоне 2004/05 — в 17, в которых забил 1 гол. В конце 2005 года Моуче был приобретён «Бокой Хуниорс», где стал выступать в молодёжной команде. Также Паблито выступал за сборную Аргентины для игроков не старше 17 (в 2004 году) и 18 лет (в 2005 году).
В январе 2007 года Моуче был отдан в аренду в «Арсенал» из Саранди сроком на полгода. Именно в составе этой команды он отметился первым голом в карьере на уровне Примеры — в ворота «Нуэва Чикаго» 23 февраля. Моуче забил третий гол своей команда на 66-й минуте, а матч закончился со счётом 4:0 в пользу «Арсенала». Однако до конца Клаусуры футболист сыграл лишь в 4 матчах из-за полученной травмы.
Зимой 2007 года Моуче вернулся в «Боку» и специально попросил легенду этого клуба Гильермо Барроса Скелотто взять номер 7, под которым тот когда-то выступал. 9 марта 2008 года Моуче дебютировал за «Боку», выйдя в конце игры против «Индепендьенте» вместо Мауро Боселли (1:1).
Постепенно футболист стал играть всё более важную роль в своей команде, особенно с приходом в «Боку» в 2010 году на пост главного тренера Хулио Сесара Фальсьони. С 2011 года Моуче выдвинулся в число лучших аргентинских футболистов. Ещё в начале года он дебютировал в составе сборной Аргентины. В дебютном товарищеском матче 16 марта он забил два гола в ворота сборной Венесуэлы.
Моуче стал одним из ключевых игроков в кампании Апертуры 2011, которую выиграла «Бока», не проиграв за чемпионат ни одного матча. В Кубке Либертадорес 2012 Моуче стал единственным игроком своей команды, который провёл все 12 матчей своей команды (до полуфиналов включительно), также он стал одним из четырёх игроков «Боки», забивших в розыгрыше по 3 гола (лучший результат для команды). «Бока Хуниорс» впервые с 2007 года смогла выйти в финал турнира. Кроме того, «Бока» дошла до финала Кубка Аргентины, который впервые за много лет был проведён в честь 200-летия независимости Аргентины.
По окончании Кубка Либертадорес Моуче за 3,5 млн евро перешёл в турецкий «Кайсериспор».
С 2014 года выступает за бразильский «Палмейрас». В 2015 году завоевал Кубок Бразилии. В 2016 году на правах аренды выступал за «Ланус», которому помог завоевать титул чемпионов Аргентины. Затем отдавался в аренду в «Црвену Звезду», асунсьонскую «Олимпию», аргентинские «Банфилд» и «Сан-Лоренсо».

## Титулы
- Чемпион Аргентины (3): 2008 (Апертура), 2011 (А), 2016
- Чемпион Кубка Бразилии (1): 2015
- Обладатель Рекопы (1): 2008
- Финалист Кубка Либертадорес (1): 2012